# Franz von Krbek
Franz von Krbek (* 13. März 1898 in Komárom; † 3. Juni 1984 in Greifswald) war ein deutscher Mathematiker, Physiker und Hochschullehrer.
Franz von Krbek war der Sohn des k.u.k. Stadtkommandanten von Budapest. Er besuchte dort das Gymnasium, studierte ab 1915 Mathematik, Physik und Astronomie an der Universität Budapest. Dort wurde er auch zum Dr. rer. nat. promoviert. Als Stipendiat ging er an die Universitäten Göttingen, Paris und Berlin. Danach arbeitete er als Assistent in Bonn und in Berlin.
Bedeutsam für seine wissenschaftliche Entwicklung war der Kontakt mit Felix Hausdorff, der von 1913 bis 1921 Ordinarius an der Universität Greifswald war. Seit 1942 lehrte v. Krbek an der Greifswalder Universität. 1945 habilitierte er sich hier, erhielt eine Dozentur, 1948 eine Professur mit Lehrauftrag und von 1953 bis zu seiner Emeritierung 1963 den 2. Lehrstuhl für Mathematik.
Seine zahlreichen Bücher waren wegen ihrer guten Verständlichkeit sehr erfolgreich. Von Krbek war der Lehrer einer ganzen Generation von Mathematikern, Physikern und Lehrern.

## Schriften
- Die Grundlagen der Quantenmechanik und ihre Mathematik. Junker u. Dünnhaupt, Berlin 1936.
- Erlebte Physik. Deutscher Verlag, Berlin 1942.
- Eingefangenes Unendlich. Geest & Portig, Leipzig 1952.
- Grundzüge der Mechanik. Geest & Portig, Berlin 1954.
- Geometrische Plaudereien. Teubner, Leipzig 1962.
- Über Zahlen und Überzahlen. Teubner, Leipzig 1964.
- Formen und Formeln. Teubner, Leipzig 1967.